# محمدحسن‌خان حاجب‌الدوله
محمدحسن‌خان قاجار دولو (۱۲۷۸–۱۳۰۵ قمری) ملقب به حاجب‌الدوله پسر محمدرحیم خان علاءالدوله از رجال دوره ناصرالدین‌شاه بود.
در سال ۱۲۸۹ قمری منصب نسقچی‌باشی که پیش از این به پدرش تعلق داشت، به او داده شد و در سال ۱۲۹۳ قمری فراشباشی ناصرالدین‌شاه گردید و حاجب‌الدوله لقب گرفت. دختر حاجب‌الدوله به نام اشرف‌الملوک با احمد قوام از نخست‌وزیران ایران و دختر دیگر او محترم الملوک طوبی خانم با هاشم خان سالار ناصر تاج بخش دولو قاجار ازدواج کرد. حاجب‌الدوله در بیست و هفت سالگی درگذشت و شغل و لقب او به برادرش حسینعلی‌خان معین‌الدوله داده شد.